# Георгиос Цондос
Георгиос Цондос (на гръцки: Γεώργιος Τσόντος), известен и като капитан Вардас (Kαπετάν Βάρδας), е гръцки офицер и основен организатор на гръцката въоръжена пропаганда в Западна Македония след смъртта на Павлос Мелас.

## Биография
Георгиос Цондос е роден през 1871 година в Амудари, в областта Сфакия, остров Крит, тогава в Османската империя. Баща му е критският революционер и участник в Гръцката война за независимост Хараламбос Цондос (1796 – 1833), обесен по заповед на генерал-губернатора на Крит Мустафа паша. Георгиос има брат Михаил Цондос, който също е деец на гръцката въоръжена пропаганда в Македония. Георгиос Цондос завършва Гръцката военна академия и взима участие в Критското въстание заедно с Тимолеон Васос.
През 1904 година Цондос е повишен в лейтенант и се включва в борбата с ВМОРО като командва силите на гръцката въоръжена пропаганда след Павлос Мелас и Георгиос Катехакис (капетан Рувас) в Костурско - Костенарията и Корещатата, както и в Леринско и Битолско. Докато е в Македония армията продължава да му изплаща заплата. С чета от 40 души Цондос първоначално обикаля и подготвя гръцките села, граничещи с българските селища в Костенарията, които след Илинденско-Преображенското въстание масово признават върховенството на Българската екзархия. След това прави серия убийства на видни българи в района. На 4 декември 1904 Цондос, заедно с братовчед си Николаос Вардас, капетан Алексис Караливанос и Хрисостомос Хрисомалидис, правят засада и убиват войводата Костандо Живков в Либешево.
На 25 март 1905 година четите на Георгиос Цондос, Евтимиос Каудис, Георгиос Макрис, Павлос Гипарис и Йоанис Пулакас, общо около 300 андарти, нападат Загоричани и извършват страшно клане, в което загиват около 100 души, а цялото село е изгорено. След тази акция Цондос за малко се прибира в Атина, но по-късно подновява дейността си. На 18 април Вардас и Захариас Пападас залавят 45 жители на село Сребрено и убиват двама мъже и две жени. През юни 1906 година четата на Георгиос Цондос е разбита край Желево от турски аскер На 14 юни 1907 година Вардас с чета от 120 души влиза в сражение с турска потеря при Лехово, като целта му първоначално е да отмъсти на селата Емборе и Палеор за смъртта на Захариас Пападас. Същата година Георгиос Цондос се изтегля от Македония.
През 1910 година Цондос е повишен в капитан от артилерията. Участва в Балканската война и се среща с Васил Чекаларов и Иван Попов в Лерин. През 1913 година Цондос е повишен в майор и е определен лично от крал Константинос I да ръководи антипартизанската дейност в Сярско, Кукушко, Драмско и Неврокопско в Междусъюзническата война. През 1914 година става командир на армията в Корча, Автономна република Северен Епир, след което е снет от длъжност. Поддръжник е на крал Константинос I срещу венизелистите. През 1920 година е възстановен на служба като полковник и ръководи военната академия до 1921 година. Тогава е назначен като военен комендант на Атика. През 1925 година Георгиос Цондос е пенсиониран. В 1932 година е избран за депутат от Лерин, а в 1933 – от Костур. Умира през 1942 година в Атина. Автор е на „Венизелистката тирания – хроника 1917 – 1920“ (Η βενιζελική τυραννία. Ημερολόγιο 1917 – 1920) и на спомените „Македонската борба. Хроника 1904 – 1907“ (Ο Μακεδονικός Αγών ημερολόγιο 1904 – 1907).
- Цондос
- Цондос
- Разписка на Цондос за пари, получени от Йоанис Ралис, 3 ноември 1904 г.
- Инструкция на Македонския комитет в Атина до Вардас, 5 април 1905 г.
- Писмо от Цондос до Лазар Апостолов, 29 декември 1914 г.
- Бюст на Цондос в Костур